# 이인숙
이인숙(李仁淑, 일본식 이름: 中山家伯나카야마 가하쿠, 1875년 ~ ?)은 일제강점기의 천도교 교역자로 도호는 상암(桑菴), 본관은 양성이며 함경남도 정평군 출신이다.

## 생애
1910년부터 1915년까지 천도교 중앙총부 현기사 서계원(玄機司 書計員)을 역임했으며 1918년부터 1921년 12월까지 천도교 도사(道師), 천도교 전제관장(典制觀長)을 역임했다. 1922년 9월부터 1928년까지 천도교중앙종리원 종리사(宗理師)를 역임했고 1922년 9월에는 경리과 주임, 1923년 5월에는 서무과 주임을 역임했다.
1929년부터 1930년까지 천도교중앙종리원 성도관정(誠道觀正)을 역임했으며 1931년에는 천도교중앙종리원 종법사장(宗法師長)을 역임했다. 1932년 12월에는 천도교중앙종리원 상무도정(常務道正)을, 1934년 12월에는 천도교중앙종리원 고문(顧問)을 역임했고 1937년 4월에는 천도교중앙종리원 현법사(玄法師)로 임명되었다.
1939년 4월에는 천도교의 최고 책임자인 천도교본부 도령(道領)으로 임명되었으며 1939년 6월에는 국민정신총동원조선연맹 산하 천도교 조직인 국민정신총동원천도교연맹 이사장을 역임했다. 1940년 4월에는 국민정신총동원천도교연맹 이사로 선임되었고 1940년 11월에는 국민총력천도교연맹 평의원으로 선임되었다. 1941년 9월에는 조선임전보국단 발기인으로 참여했다.
천도교 도령 재직 시절에는 천도교본부 간부 명의로 작성된 천도교본부의 공문인 《도발》(道發)을 발송하면서 천도교인의 전쟁 협력을 선전하는 한편 국민정신총동원천도교연맹 이사장 명의로 작성된 《정동천연발》(精動天聯發)을 발표하면서 일본 제국의 황민화 정책, 전시 체제 협력에 관한 천도교인들의 협력을 선전했다. 이러한 행적으로 인해 2008년에 공개된 민족문제연구소의 친일인명사전 수록자 명단의 천도교 부문에 포함되었다.
1942년 4월에는 천도교중앙종리원 상주선도사(常住宣道師)로 선출되었고 1944년 4월에는 현기사 연성사(煉性師)로 선출되었다. 광복 이후인 1945년 12월에 신탁통치반대국민총동원위원회 중앙위원으로 선임되었으며 이후의 행적에 대해서는 거의 알려져 있지 않다.

## 참고자료
- 민족문제연구소 (2009). 〈이인숙〉. 《친일인명사전 3 (ㅇ ~ ㅎ)》. 서울. 90 ~ 91쪽.